# Neuroradiologia della sclerosi multipla

Immagini ottenute mediante risonanza magnetica (MRI, T_{1} pesata, post-contrasto) della stessa sezione del cervello a intervalli mensili. I punti chiari indicano lesioni attive dovute alla sclerosi multipla.

La Neuroradiologia della sclerosi multipla si avvale principalmente dell'imaging a risonanza magnetica  e da un importante contributo sia alla diagnosi sia al follow up di questa malattia, come di altre forme morbose demielinizzanti.

## Protocolli di acquisizione RM
Le indagini qui riportate vanno eseguite utilizzando uno scanner RM con un campo pari ad almeno 1 T. Qui sotto sono elencate le sequenze ed i protocolli da utilizzare. Le slice acquisite a livello dell'encefalo devono avere uno spessore almeno di 5 mm, (raccomandati 3 mm) ad eccezione di ove diversamente indicato.

### Protocollo per lo studio della CIS (Clinically Isolated Syndromeall'esordio di malattia)
Encefalo:
- assiali T2 FSE pesate (DP)
- assiali T1 pesate
- assiali FLAIR
- assiali T1 dopo somministrazione di mezzo di contrasto
- sagittali T2 pesate FSE FLAIR (con spessore di 3 mm)
- raccomandate sequenze DIR

Midollo spinale:
- sagittali T1 e T2 pesate + STIR
- assiali T2 pesate
- sagittali ed assiali T1 pesate dopo somministrazione di mezzo di contrasto

### Protocollo per il follow up dei soggetti affetti da CIS e forme iniziali diRelapsing-Remitting Multiple Sclerosiso RRMS
L'orientamento (lungo la linea bicomminsurale, per l'encefalo), i piani ed i parametri di acquisizione vanno standardizzati per garantire l'accuratezza del follow-up.
Encefalo:
- assiali T2 FSE (DP)
- assiali FLAIR
- assiali T1 pesate dopo somministrazione di mezzo di contrasto
- sagittali DIR e T2 FSE (FLAIR) facoltative

Midollo spinale:
- sagittali T1 e T2 pesate + STIR
- assiali T2 pesate
- assiali e sagittali T1 pesate dopo somministrazione di mezzo di contrasto

## Aspetto RM delle lesioni
Le lesioni date dalla sclerosi multipla sono ben rilevabili dalla RM anche se di piccole dimensioni (la TC è in grado di rilevare solo la conseguente atrofia tardiva). Nelle forme cliniche RRMS ed SPMS (Secondary Progressive Multiple Sclerosis, cioè secondariamente progressiva) le lesioni appaiono iso-ipointense nelle sequenze T1 pesate ed iperintense in quelle T2 pesate in relazione all'incremento del contenuto di acqua nel loro contesto; la distribuzione è tipicamente bilaterale ed asimmetrica, con alcune di queste lesioni che possono tendere alla confluenza. La morfologia delle lesioni tipicamente è ovalare e sono disposte prevalentemente negli spazi periventricolari, ortogonalmente ai ventricoli laterali in direzione del vertice, con interessamento preferenziale intorno alle venule (quadro istopatologico detto Dawson's fingers). Le lesioni possono tuttavia interessare tutto l'encefalo, corteccia compresa, ma in sede corticale sono difficilmente visibili utilizzando campi magnetici inferiori a 3 T. Sono più spesso visibili il coinvolgimento del corpo calloso e della sostanza bianca sottocorticale (fibre "a U") in sede frontale, parietale ed occipitale. I Nuclei della base di solito non sono coinvolti, mentre la malattia può interessare anche il talamo. Nella fossa cranica posteriore di solito sono interessati il ponte di Varolio, il mesencefalo e gli emisferi cerebellari; solo raramente è interessato il midollo allungato. Le lesioni in sede periventricolare sono meglio apprezzabili alle sequenze FLAIR che sopprimono il segnale del liquor, mentre in sede midollare o a livello della fossa cranica posteriore sono più sensibili le sequenze DP e T2 pesate. Le sequenze Double Inversion Recovery (DIR) consentono di sopprimere sia il segnale del liquor sia quello del grasso, migliorando la sensibilità a carico di tutti i distretti e soprattutto in sede corticale.
L'estensione della malattia rilevata mediante RM all'esordio correla con la prognosi; una RM negativa infatti è seguita da progressione di malattia solo nell'11% dei casi, mentre la probabilità di progressione è del 90% per i pazienti con 2 o più lesioni all'esordio. Anche l'incremento del numero di lesioni nel tempo ha un grande valore prognostico. Negli stadi avanzati le lesioni tendono a confluire divenendo poco riconoscibili, associandosi ad un quadro di atrofia. Alcune lesioni iperintense in T2 possono mostrarsi ipointense nelle sequenze T1 pesate (black holes) con ritorno all'isointensità in T1 e residua iperintensità in T2 a distanza di circa 6 mesi oppure permanere ipointense in T1 se il danno assonale locale è irreversibile. Le sequenze T2 pesate non sono in grado di distinguere una placca attiva da una che non lo è più, cosa che invece si può fare utilizzando il mezzo di contrasto con sequenze T1 pesate. Le lesioni iperintense dopo somministrazione di mdc sono più frequenti nella RRMS rispetto alle altre forme cliniche. L'enhancement dopo mdc può avere aspetto vario e mostrarsi ad anello nelle lesioni più grosse o vecchie (rendendo a volte difficilmente distinguibili le lesioni da sclerosi multipla da quelle neoplastiche e dagli ascessi). Il cortisone ed i FANS possono ridurre il segnale RM dopo mdc. L'uso del mezzo di contrasto permette di evidenziare le lesioni che causano i disturbi al paziente in un certo momento, rilevare localizzazioni subcliniche di malattia e monitorare l'effetto delle terapie.

### Coinvolgimento del midollo spinale e del nervo ottico
Le lesioni midollari sono frequente causa di sintomatologia per il paziente, colpiscono maggiormente i mielomeri cervicali e del cono rispetto a quelli toracici, interessando in modo asimmetrico soprattutto le porzioni posteriori e laterali, estendendosi a meno della metà della sezione assiale dell'organo e di solito interessando meno di due mielomeri per lesione. In caso di sintomi da riferire ad interessamento midollare da parte della malattia va eseguita prima una RM del midollo e, se questa è positiva, estendere lo studio all'encefalo a fine di diagnosi. Altra indicazione allo studio del midollo è in caso di RM encefalica dubbia o negativa con diagnosi di SM sospetta.
Il nervo ottico è interessato nel 75% dei pazienti affetti da SM; tale interessamento può essere rilevato mediante l'utilizzo di scansioni coronali con sequenze adatte alla soppressione del grasso. Nel caso la neurite ottica fosse giù avvenuta da tempo la RM consente di evidenziare l'atrofia della struttura nervosa. In caso di certo coinvolgimento encefalico la RM del nervo ottico non è utile alla diagnosi, tuttavia lo diventa in caso di comparsa di cecità o calo della vista, così come in caso di diagnosi dubbia o differenziale con altre patologie.

### Falsi negativi a livello della sostanza bianca ed atrofia
Nel 17% dei casi circa di RRMS al posto delle lesioni tipiche della malattia è rinvenibile una diffusa iperintensità della sostanza bianca delle sequenze T2 pesate denominata dirty appearing white matter che la rende con un aspetto RM simile alla sostanza grigia; tale lesione di solito si estende attorno ai ventricoli ed è secondaria alla perdita di mielina ed a danno assonale.
La comparsa dell'atrofia è precoce ed evolve in modo progressivo, soprattutto nella forma SPMS, correlando con la clinica del paziente.

## Varianti cliniche
La sclerosi multipla può presentarsi alla clinica ed all'imaging con aspetti molto diversi. Nei bambini e negli adolescenti le lesioni sono spesso di dimensioni maggiori e coinvolgono più spesso i nuclei della base ed il tronco cerebrale a scapito delle regioni periventricolari; tale aspetto può mimare una neoplasia (specie in caso di lesioni singole), tuttavia la diagnosi differenziale può essere fatta impiegando il mezzo di contrasto (le lesioni da SM in questi casi mostrano un enhancement periferico ad anello completo). Lesioni ampie a carico dei centri semiovali e diffuse del tronco encefalico sono tipiche di forme rare come quelle di Schiller, la sclerosi diffusa e quella di Balò.

## Altre malattie demielinizzanti
La Neuromielite Ottica (NMO) è associata alla presenza di auto-anticorpi contro l'acquaporina 4 ed interessa in modo simile alla sclerosi multipla in prevalenza il nervo ottico bilateralmente e successivamente il midollo spinale con coinvolgimento di più di due mielomeri, tendendo a risparmiare l'encefalo (raramente colpisce il sistema ipotalamo-ipofisi o la sostanza bianca posteriore mimando la PRES).
L'Encefalite acuta disseminata (ADEM) viene spesso confusa con la SM per via del quadro clinico e radiologico molto simile. In questa malattia le lesioni di solito sono grandi, a margini mal definiti, interessanti nella globalità la sostanza bianca encefalica ed asimmetriche (più spesso che nella SM sono interessati anche sostanza grigia, talami e nuclei della base, meno spesso rispetto alla SM sono coinvolti il corpo calloso e la sostanza bianca periventricolare); dopo somministrazione di mezzo di contrasto l'enhancement sincrono di tutte le lesioni è un segno tipico di questa patologia, tuttavia in alcuni casi la barriera emato-encefalica in sede lesionale può essere integra, portando a pattern di potenziamento molto vari. Le lesioni midollari hanno spesso aspetto rigonfio, in modo simile a quella date dalla NMO. Nel follow-up le lesioni da ADEM, al contrario della SM, tendono spesso a regredire anche completamente lasciando pochissimi esiti, senza comparsa di ulteriori lesioni.